# Pierre Héring
 (février 2021).

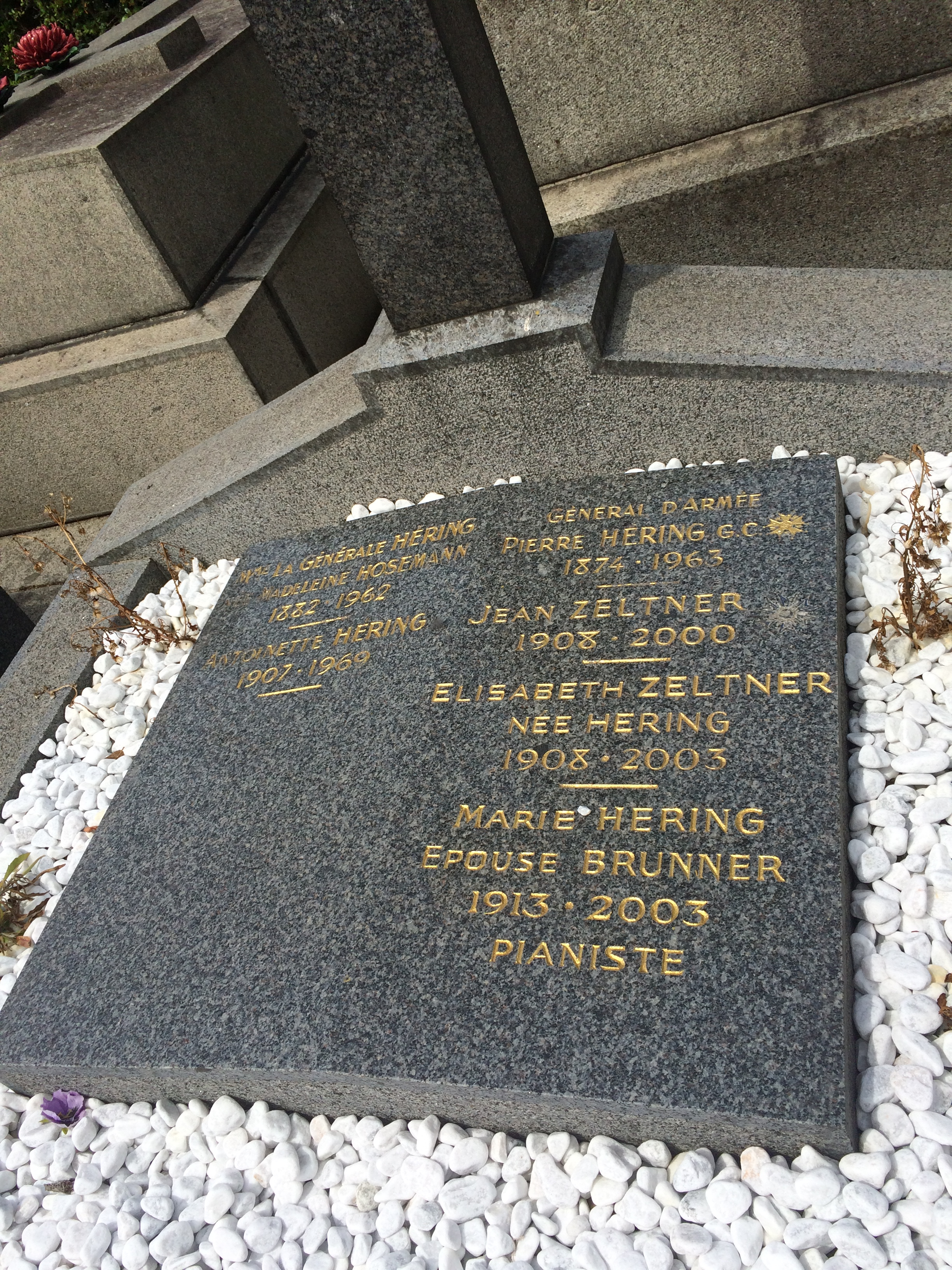
Tombe du général Pierre Héring au cimetière ancien de Neuilly-sur-Seine.

Pierre Héring, né le 23 mars 1874 à Strasbourg et mort le 14 janvier 1963 à Neuilly-sur-Seine, est un général et un historien français.
Officier d'état-major pendant la Première Guerre mondiale, il dirige l'école supérieure de guerre dans l'entre-deux-guerres. En 1939-1940, il est gouverneur militaire de Paris. Il publie ensuite des ouvrages d'histoire sur la guerre.

## Biographie
Il entre à l'École polytechnique en 1894 puis à l'École d'application de l'artillerie et du génie en 1896. Il sert ensuite aux 26e, 32e et 38e régiments d'artillerie puis est élève de l'école de guerre en 1903 ; il fera partie de l'état-major de la 5e armée, sera commandant de batterie au 1er régiment d'artillerie (1907-1909), affecté à l'état-major particulier du ministre de la Guerre Jean Brun, puis au 4e et 2e bureaux de l'Armée. Colonel, il est le chef d’état-major de l'armée d'occupation du Rhin en 1921.
Il sert à Madagascar de mars 1900 à mars 1902 et aussi sur le Charlemagne lors de manœuvres de 1910.

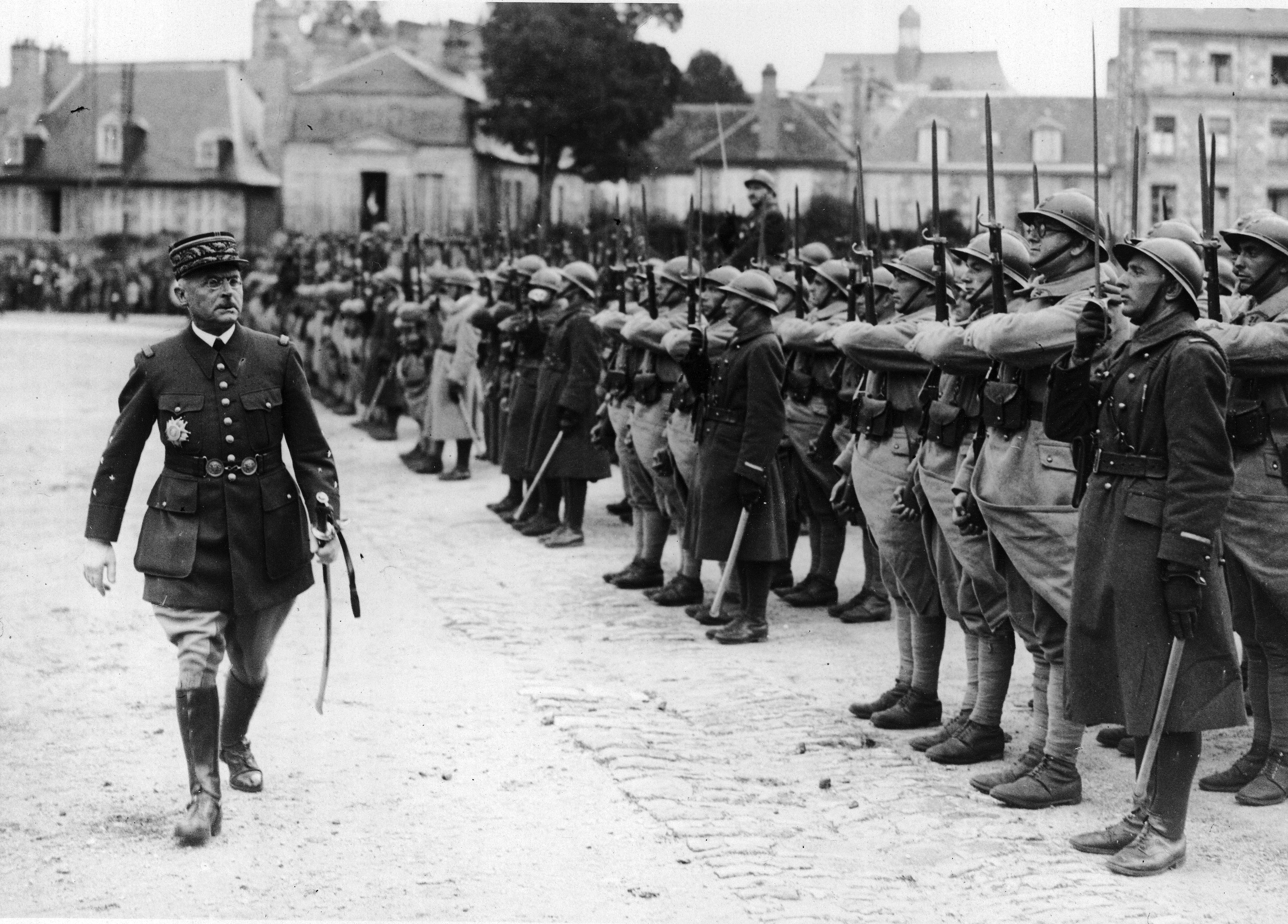
Le général Héring en septembre 1937 à Alençon.

Inspirateur de la guerre de mouvement dès 1926 lorsqu'il commande l'école supérieure de guerre, il évoque le concept novateur des « groupements tactiques interarmes ». Parmi d’autres chefs militaires, le général de Gaulle apprécie ses enseignements sur la guerre de mouvement, et lui vouera une grande estime[réf. nécessaire]. Si elles sont écoutées, reconnues, et mises en pratique par les états-majors militaires étrangers, les idées novatrices du général Héring sont saluées par le haut commandement français, sans être pour autant appliquées dans l'armée, prisonnière d’une stratégie défensive datant de la Première Guerre mondiale[réf. nécessaire]. Les nécessités d’une guerre de mouvement, enseignées par le général depuis 1926, mises en pratique aux grandes manœuvres de 1934 et 1937, sont négligées par les gouvernements Daladier et Reynaud en 1939 et 1940[réf. souhaitée]. Au procès de Riom, Léon Blum rapporte les propos que lui a tenus le général : « Parmi tous les officiers rencontrés à l'École supérieure de guerre, seul le général von Brauchitsch a su tirer profit de mes enseignements. »[réf. souhaitée]
En septembre 1939, le général Gamelin[réf. nécessaire] le nomme gouverneur militaire de Paris, c'est-à-dire commandant militaire de la place de Paris. Il doit faire face, à l'intérieur, aux communistes qui sapent le moral des troupes en pratiquant des sabotages dans les usines de production d'armement du pays.
Le 14 mai 1940, il fait placarder, sur les murs de la capitale des affiches enjoignant sous peine d’arrestation les « ressortissants allemands, sarrois, dantzikois et étrangers de nationalité indéterminée, mais d’origine allemande [c’est-à-dire Juifs déchus de leur nationalité allemande], résidant dans le département de la Seine » à se présenter le jour même au stade Buffalo pour les hommes (parmi lesquels Walter Benjamin, Lion Feuchtwanger, Heinrich Mann et d’autres) ou le lendemain au Vélodrome d’Hiver pour les femmes (rafle des femmes indésirables).
Le 8 juin 1940, il reçoit le commandement de l'armée de Paris, destinée à défendre la capitale. Paris étant déclarée ville ouverte, il quitte la zone de Paris le 12 juin 1940, et replie les troupes qui sont sous ses ordres au sud de la Loire. Le général Dentz le remplace le lendemain comme gouverneur militaire de Paris. Les troupes du général Héring se replient en combattant jusqu'au cessez-le-feu du 25 juin.
Le général Héring consacre le reste de sa vie, de 1945 à 1963, à défendre la mémoire du maréchal Pétain. À ce titre, il crée l'Association pour défendre la mémoire du maréchal Pétain (ADMP) et en est le premier président. Il fait paraître en 1956 aux Éditions Paris-Livres La Vie exemplaire de Philippe Pétain, chef de guerre, chef d'état, martyr. En 1960, il entame avec le général de Gaulle, devenu président de la République, et Edmond Michelet, ministre des Anciens Combattants, des pourparlers pour le transfert de la dépouille à Douaumont, sans aboutir.
Historien, le général Héring publie un certain nombre d'ouvrages relatifs à la période 1939-1945, et écrit un essai de synthèse, La Destinée humaine.
Le général Héring meurt à Neuilly-sur-Seine le 14 janvier 1963. Les honneurs lui sont rendus aux Invalides, en présence d'un émissaire du général de Gaulle[réf. souhaitée]. Sa tombe se trouve au cimetière ancien de Neuilly-sur-Seine.

### Carrière militaire
- 1906 : capitaine
- 1914 : chef d'escadron puis lieutenant-colonel
- 1919 : colonel
- 1924 : général de brigade
- 1928 : général de division
- 1936 : général d'armée

## Publications
- Général Héring, La grande iniquité, Les Éditions Nouvelles, 1948.
- Général Héring et Commandant Le Roc'h, Révision, Les Îles d'Or, Paris, 1949.
- Général Héring, La vie exemplaire de Philippe Pétain : chef de guerre, chef d'état, martyr, Éditions Paris-Livres, Paris, 1956.

## Distinctions
- Grand-croix de la Légion d'honneur (décret présidentiel du 28 juin 1940). Elle lui est remise au mois d'août, lors d'une prise d'armes à Clermont-Ferrand, par le général Georges[4] ;
- Croix de guerre 1914-1918 (2 citations à l’ordre de l’armée) ;
- Croix de guerre 1939–1945, palme de bronze (1 citation à l’ordre de l’armée en 1939-1940) ;
- Officier de l'Instruction publique ; officier d’Academie du 10 mars 1911[5] ;
- Chevalier de l'ordre du Mérite agricole[5] ;
- Ordre de la Francisque[6] ;
- Ordre de Saint-Michel et Saint-Georges[7] ;
- Ordre du Service distingué (DSO) (Royaume-Uni) ;
- Officier du Nichan Iftikhar ;
- Officier de l'ordre de Léopold (Belgique) ;
- plusieurs autres décorations étrangères.